# Tămășeni, Satu Mare
Tămășeni este un sat în comuna Bătarci din județul Satu Mare, Transilvania, România. Este situat pe DJ109M.

 Acest articol despre o localitate din județul Satu Mare este deocamdată un ciot. Puteți ajuta Wikipedia prin completarea lui.